# Аларіх (король герулів)
Аларіх (д/н — 485/489) — перший відомий король герулів. Низка дослідників розглядає його як короля свевів. Це можливо пов'язане з тим, що герули підкорили частину племені квадів, одного з провідних племен свевського об'єднання. Ймовірно Аларіх йменував себе королем герулів та квадів (свевів), що тоді було звичною практикою задля підняття статусу.

## Життєпис
Про нього замало відомостей. Напевне походив зі знатного, «королівського» роду. Є думка, що брав участь в останніх походах гуннського вождя Аттіли, але якихось певних відомостей про це немає. Разом з вождями інших германських племен після розпаду гунської держави після 454 року проводив політику на утворення власного королівства. В цей час герули зберігали союз з імператором Маркіаном. Він зумів підкорити решту квадів та маркоманів, осівши в сучасній Моравії.
Більш певні дані про Аларіха відносяться до 468 року, де історик Йордан вже називає його королем. Того ж року брав участь в антиготській коаліції, яка тим не менш зазнала поразки від остготів у битві на Болії. Після 470 року згадки про Аларіха як короля свевів зникають. З цього часу він відомий як власне король герулів. В подальшому війська Аларіха допомагали Одоакру у захопленні влади в Італії 475 року, внаслідок чого того навіть називали королем герулів. Аларіх більше уваги приділяв зміцненню свого королівства, яке більше походило на федерацію.
Помер між 485 та 488 роками або дещо раніше. Ймовірно, допомагав Одоакру в знищенні королівства ругів. Йому спадкував син або онук Родульф.